# Стівенс-Сіті (Вірджинія)
Стівенс-Сіті (англ. Stephens City) — місто (англ. town) в США, в окрузі Фредерік штату Вірджинія. Населення — 2016 осіб (2020).

## Географія
Стівенс-Сіті розташований за координатами 39°5′35″ пн. ш. 78°13′6″ зх. д. / 39.09306° пн. ш. 78.21833° зх. д. (39.093138, -78.218337).  За даними Бюро перепису населення США в 2010 році місто мало площу 6,26 км², з яких 6,18 км² — суходіл та 0,08 км² — водойми.

## Демографія
Згідно з переписом 2010 року, у місті мешкало 1829 осіб у 743 домогосподарствах у складі 447 родин. Густота населення становила 292 особи/км².  Було 835 помешкань (133/км²).
Расовий склад населення:
| - 85,1 % — білих - 7,1 % — чорних або афроамериканців - 1,8 % — азіатів - 0,1 % — корінних американців - 2,4 % — осіб інших рас |

До двох чи більше рас належало 3,6 %. Частка іспаномовних становила 7,3 % від усіх жителів.
За віковим діапазоном населення розподілялося таким чином: 24,1 % — особи молодші 18 років, 65,0 % — особи у віці 18—64 років, 10,9 % — особи у віці 65 років та старші. Медіана віку мешканця становила 33,8 року. На 100 осіб жіночої статі у місті припадало 89,5 чоловіків;  на 100 жінок у віці від 18 років та старших — 89,9 чоловіків також старших 18 років.
Середній дохід на одне домашнє господарство  становив 69 304 долари США (медіана — 55 625), а середній дохід на одну сім'ю — 81 082 долари (медіана — 73 333). Медіана доходів становила 47 214 долари для чоловіків та 35 313 долари для жінок. За межею бідності перебувало 7,8 % осіб, у тому числі 13,6 % дітей у віці до 18 років та 8,2 % осіб у віці 65 років та старших.
Цивільне працевлаштоване населення становило 1085 осіб. Основні галузі зайнятості: освіта, охорона здоров'я та соціальна допомога — 28,8 %, роздрібна торгівля — 14,8 %, виробництво — 14,1 %.